# زاغري أب سافي
زاغري أب سافي (بالإنجليزية: Zagorje ob Savi)‏ هي مستوطنة تقع في سلوفينيا في Upper Carniola. يقدر عدد سكانها بـ 6,893 نسمة ومساحتها 2.8 كم2 وترتفع عن سطح البحر 269.5 متر.

## المدن التوأمة
مدن ألكسيناتش، أوميش وكمنات هي مدن توأمة لـزاغري أب سافي.

## أعلام
- نيج بوتوكار
- نانا فورت
- دميتري بافلينكو